# Heinz-Peter Schmiedebach
Heinz-Peter Schmiedebach (né le 11 mars 1952 à Sobernheim) est un médecin, historien médical et éthicien allemand. Ses recherches portent sur l'histoire de la médecine du XVIIIe au XXe siècle, l'histoire de la psychiatrie, l'histoire de la déontologie et de l'éthique médicale.

## Biographie
De 1972 à 1981, Schmiedebach étudie la biologie, l'allemand et l'histoire à l'Université Eberhard Karl de Tübingen et à l'Université libre de Berlin et la médecine à l'Université Johannes-Gutenberg de Mayence et à la FU Berlin (de). En 1981, il est autorisé à pratiquer la médecine.
De 1981 à 1986, Schmiedebach travaille comme associé de recherche avec Gerhard Baader à l'Institut d'histoire de la médecine de l'Université libre de Berlin. En 1984, il obtient son doctorat en médecine. En 1986 et 1987, Schmiedebach est chercheur associé à la clinique chirurgicale et à la polyclinique de l'Université libre de Berlin. De 1987 à 1993, il est de nouveau membre de l'Institut d'histoire de la médecine de l'Université libre de Berlin ; maintenant en tant qu'assistant de recherche. En 1991, Schmiedebach s'habilite avec une thèse sur Robert Remak.
De 1993 à 2003, Schmiedebach est directeur de l'Institut d'histoire de la médecine à l'Université Ernst-Moritz-Arndt de Greifswald. Pendant ce temps, l'enseignement de l'histoire de la médecine à l'Université de Rostock fait également partie de son domaine de responsabilité.
En 1995 et 1996, il enseigne également en tant que professeur invité à l'Université de Lund en Suède.
En 2003, Schmiedebach devient professeur à l'Université de Hambourg. Il est directeur de l'Institut d'histoire et d'éthique de la médecine (de) à l'hôpital universitaire de Hambourg-Eppendorf (de). Schmiedebach est le directeur fondateur du Musée d'histoire médicale de Hambourg (de). Il fait partie du groupe de recherche DFG 1120 Kulturen des Wahnsinns (1870–1930). Schwellenphänomene der urbanen Moderne en tant que porte-parole adjoint.
En 2013/14, le Collège historique (de) finance un projet de recherche de Schmiedebach intitulé Psychiatrie und Wahnsinn im Spannungsfeld von Öffentlichkeit und professioneller Macht (ca. 1880–1925).
Pour le semestre d'hiver 2015/16, Schmiedebach se voit offrir la première chaire de sciences humaines médicales en Allemagne. En conséquence, il est détaché à la Charité de Berlin pendant deux ans.
Fin septembre 2017, Schmiedebach prend sa retraite. Le 16 octobre 2017, il donne une conférence d'adieu à la clinique universitaire de Hambourg-Eppendorf.
Schmiedebach est membre du groupe de travail GeDenkOrt Charité. L'initiative GeDenkOrt Charité a pour objectif d'aborder l'histoire de la clinique berlinoise sous le national-socialisme.
Au cours de l'année universitaire 2017/2018, en tant que membre honoraire du Collège historique, Schmiedebach étudie l'évolution des asiles psychiatriques du milieu du XIXe à la première moitié du XXe siècle,. Cette recherche s'est conclue par la publication Psychiatrische Ordnung in Gefahr, publiée par Schwabe Verlag.